# Glenfield (Dakota del Norte)
Glenfield es una ciudad ubicada en el condado de Foster en el estado estadounidense de Dakota del Norte. En el censo de 2010 tenía una población de 91 habitantes y una densidad poblacional de 247,43 personas por km².

## Geografía
Glenfield se encuentra ubicada en las coordenadas 47°27′18″N 98°33′58″O / 47.45500, -98.56611. Según la Oficina del Censo de los Estados Unidos, Glenfield tiene una superficie total de 0.37 km², de la cual 0.37 km² corresponden a tierra firme y (0%) 0 km² es agua.

## Demografía
Según el censo de 2010, había 91 personas residiendo en Glenfield. La densidad de población era de 247,43 hab./km². De los 91 habitantes, Glenfield estaba compuesto por el 100% blancos, el 0% eran afroamericanos, el 0% eran amerindios, el 0% eran asiáticos, el 0% eran isleños del Pacífico, el 0% eran de otras razas y el 0% pertenecían a dos o más razas. Del total de la población el 0% eran hispanos o latinos de cualquier raza.